# Pico do Facho
El Pico do Facho es el punto más alto de la isla de Porto Santo (Archipiélago de Madeira, Portugal) con una altitud de 517 metros. 
Su nombre proviene de facho, un haz de luz creado por una hoguera, que se utilizaba para advertir tanto a la población local como a Funchal de la llegada de barcos piratas. La hoguera se podía ver desde Ponta de São Lourenço en la isla de Madeira.
Ofrece buenas vistas panorámicas de toda la isla de Porto Santo. La carretera para llegar se puede recorrer en bicicleta o en automóvil, es muy fácil llegar en ambos casos. La carretera empieza en Vila Baleira.